# Ельниково (Чувашия)
Е́льниково (чув. Лапри Чăрăшкасси) — деревня в Мариинско-Посадском муниципальном округе Чувашской Республики России. С 2004 по 2022 годы входила в состав Шоршелского сельского поселения.

## География
Деревня находится в северо-восточной части Чувашии, в пределах Чувашского плато, в зоне хвойно-широколиственных лесов, на правом берегу реки Цивиль, к западу от автодороги 97Н-027, на расстоянии примерно 10 километров (по прямой) к юго-западу от города Мариинский Посад, административного центра района. Абсолютная высота — 60 метров над уровнем моря. Расстояние до столицы республики, города Чебоксары, — 34 км, до районного центра, города Мариинский Посад, — 18 км, до железнодорожной станции 34 км

### Часовой пояс
Деревня Ельниково, как и вся Чувашия, находится в часовой зоне МСК (московское время). Смещение применяемого времени относительно UTC составляет +3:00.

## История
Жители до 1866 года — государственные крестьяне; занимались земледелием, животноводством. В 1930 образован колхоз «Социализм».

## Топонимика
Название произошло от чув. чӑрӑш «ель» и лапам «низменность; низменный». Лапам — довольно обширное место с незначительным углублением.— Географические названия Чувашской Республики.
.
Историческое и прежнее названия
Историческое: Чиршкасы; прежнее: Чӑршикасси (1927).

## Население
| 2010 | 2012 |
| ---- | ---- |
| 179  | ↗202 |

Гендерный состав
По данным Всероссийской переписи населения 2010 года в гендерной структуре населения мужчины составляли 49,7 %, женщины — соответственно 50,3 %.
Национальный состав
Согласно результатам переписи 2002 года, в национальной структуре населения чуваши составляли 99 % из 168 человек.

## Инфраструктура
Функционирует ООО им. А. Г. Николаева (по состоянию на 2010 год). Имеются клуб, магазин.

## Уроженцы
- Ильин Герман Ильич (1916, Ельниково, Чебоксарский уезд — 2010, Цивильск) — передовик производства, мелиоратор. Участник Великой Отечественной войны. Заслуженный мелиоратор РСФСР (1974). Награждён орденами Трудового Красного Знамени, Отечественной войны 2-й степени, медалями. Почётный гражданин города Цивильск (2006)[9].
- Михайлова Нина Александровна (1947, Ельниково, Мариинско-Посадский район) — организатор производства. Председатель колхоза им. Космонавта А. Г. Николаева (1985—1998) Мариинско-Посадского района. Автор воспоминаний «Шоршелские рассветы» (2005). Заслуженный зоотехник Чувашской АССР (1990). Награждена орденом «Знак Почёта»[10].